# Kirchspielslandgemeinde Breklum
Die Kirchspielslandgemeinde Breklum war eine Gemeinde im Kreis Husum (vom 1. Oktober 1932 bis zum 30. September 1933 Kreis Husum-Eiderstedt). 

## Geographie

### Fläche und Einwohnerzahl
Die Kirchspielslandgemeinde hatte am 16. Juni 1925 insgesamt 2608 Einwohner an 23 Wohnplätzen. Am 1. Oktober 1930 betrug ihre Fläche 61,78 km2.

### Nachbargemeinden
Nachbargemeinden waren im Uhrzeigersinn im Norden beginnend die Gemeinden Soholm und Knorburg (beide im Kreis Tondern bzw. Kreis Südtondern), die Gemeinde Riesbriek (im Kreis Flensburg-Land), die Kirchspielslandgemeinden Joldelund, Drelsdorf und Hattstedt sowie die Gemeinde Reußenköge, die Stadt Bredstedt und die Kirchspielslandgemeinden Bordelum und Bargum (alle im Kreis Husum).

## Geschichte
Mit der Verordnung vom 22. September 1867 wurden in der preußischen Provinz Schleswig-Holstein die selbständigen Landgemeinden eingeführt. Anders als im übrigen Provinzgebiet gab es im Westen Schleswig-Holsteins, nämlich in Dithmarschen und im Kreis Husum, eine besondere Form der kommunalen Verwaltung. Diese wurde unangetastet übernommen. So wurden aus den Gebieten der Kirchspiele, in denen bereits weltliche Strukturen vorhanden waren, politische Gemeinden, die Kirchspielslandgemeinden.
Die in den Kirchspielslandgemeinden als „Untereinheit“ vorhandenen Dorfschaften und Dorfgemeinden wurden in der Regel am 1. April 1934 zu selbständigen Gemeinden bzw. Landgemeinden. Die Kirchspielslandgemeinde Breklum wurde jedoch erst am 1. Dezember 1934 aufgelöst. Es wurden an ihrer Stelle die Gemeinden Almdorf, Breklum, Högel, Lütjenholm, Sönnebüll, Struckum und Vollstedt neu gebildet.